# Bandeirantes a Caminho das Minas
Bandeirantes a Caminho das Minas (ou Entrada para as Minas) é uma pintura de Oscar Pereira da Silva, feita entre 1920 e 1921 a partir da gravura Transmigrações para as Minas, de autoria anônima, contida no livro História Geral do Brasil, de Francisco Adolfo de Varnhagen.
Graças ao momento histórico retratado, de expansão territorial do Brasil, a obra é considerada no gênero de pintura histórica e, encontra-se, desde a sua realização, sob a guarda de Museu Paulista. Afonso d'Escragnolle Taunay, diretor da instituição quando o quadro foi produzido, foi quem encomendou a criação da obra.
Tanto esta pintura, assim como as outras produzidas por Pereira da Silva para o Museu Paulista, foram colocadas na sala "Antiga Iconografia Paulista".
A pintura retrata elementos como armas de fogo, árvores, botas, cães, cavalos, chapéus, cintos e, principalmente, bandeirantes.

## Descrição
A obra foi produzida com tinta a óleo. Suas medidas são: 86 centímetros de altura e 126 centímetros de largura.
Faz parte de Coleção Museu Paulista e o seu número de inventário é 1-19191-0000-0000.